# Callopistria niveigutta
Callopistria niveigutta är en fjärilsart som beskrevs av Walker 1864. Callopistria niveigutta ingår i släktet Callopistria och familjen nattflyn. Inga underarter finns listade i Catalogue of Life.